# Gateway of India

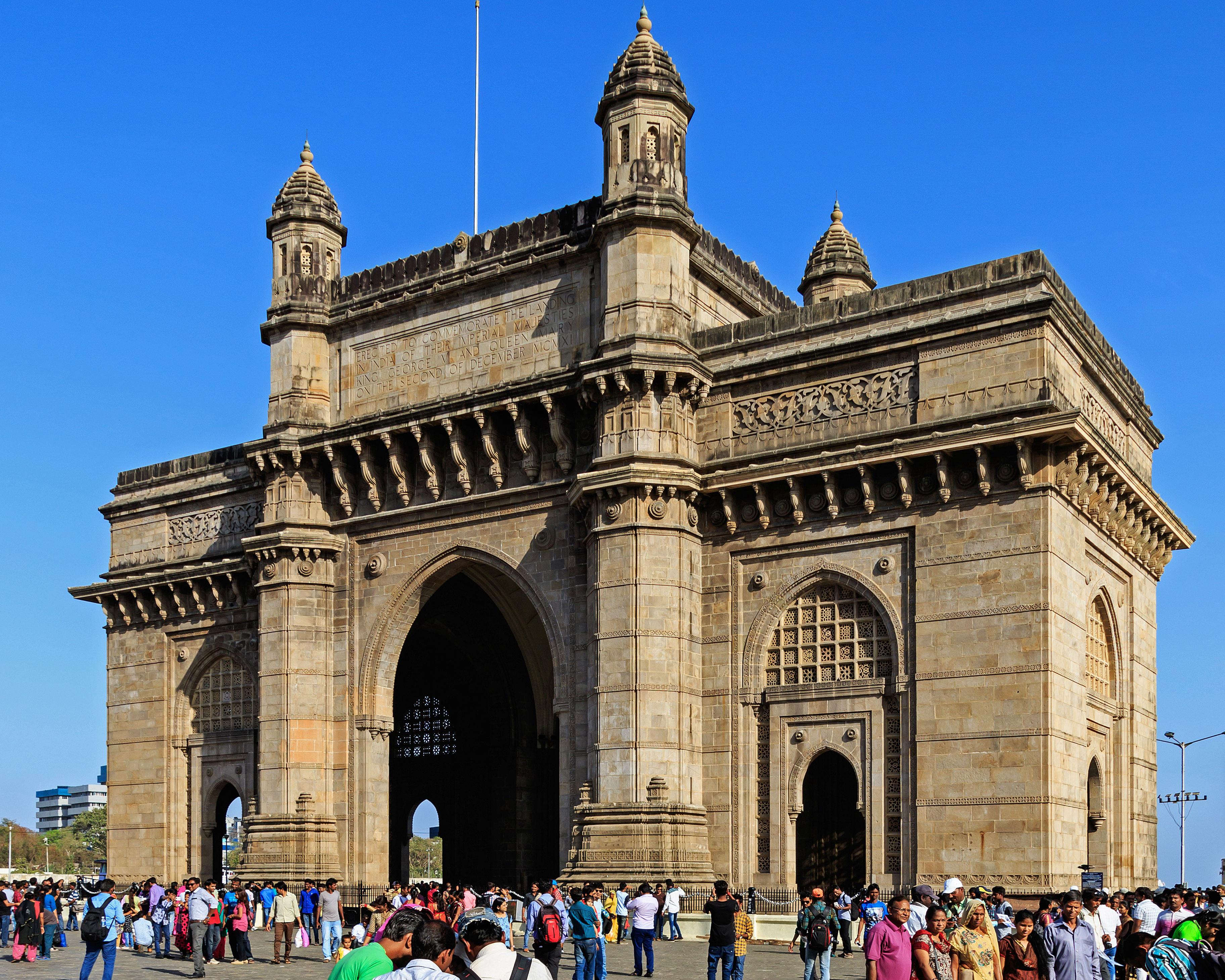
Gateway of India

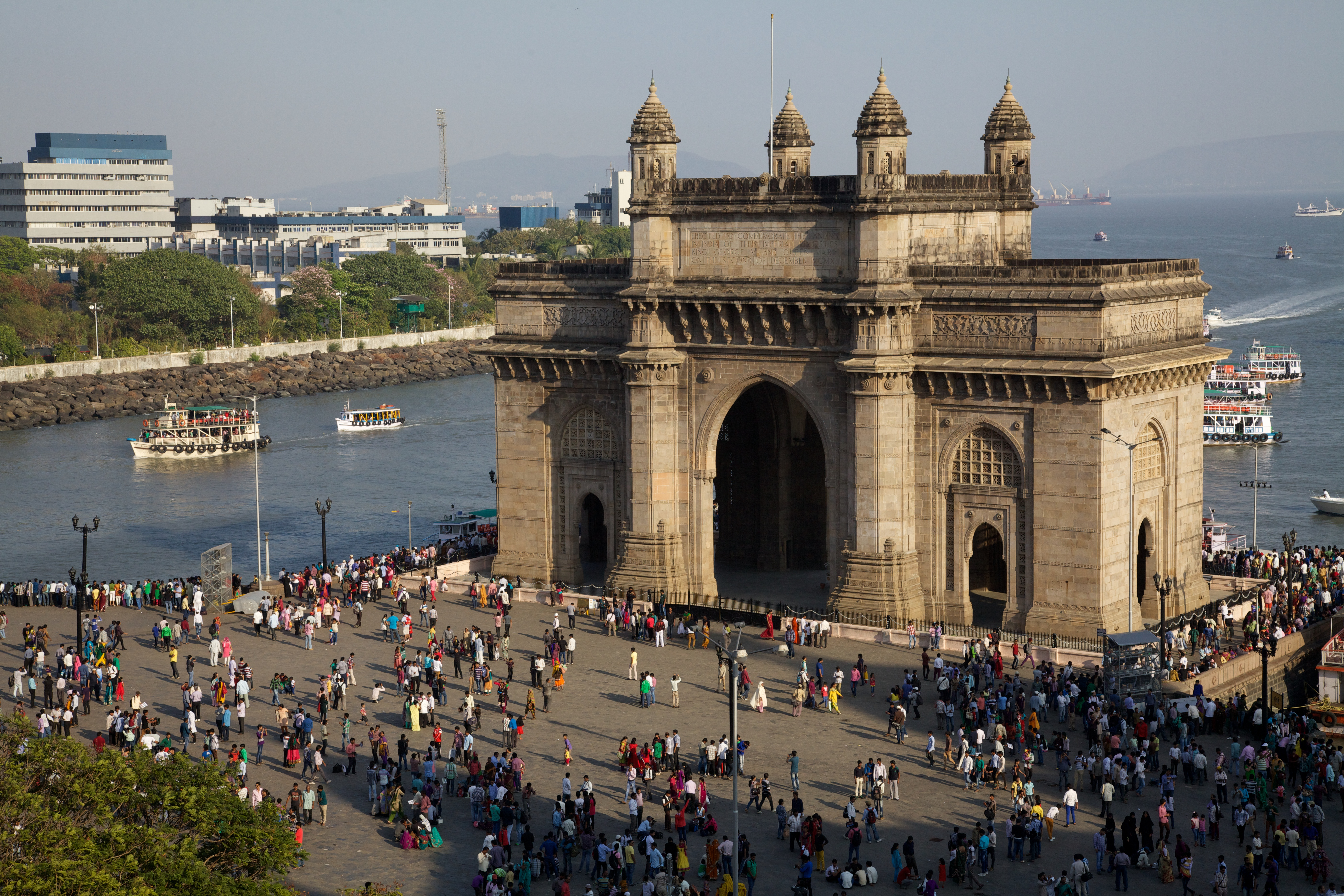
Gateway of India

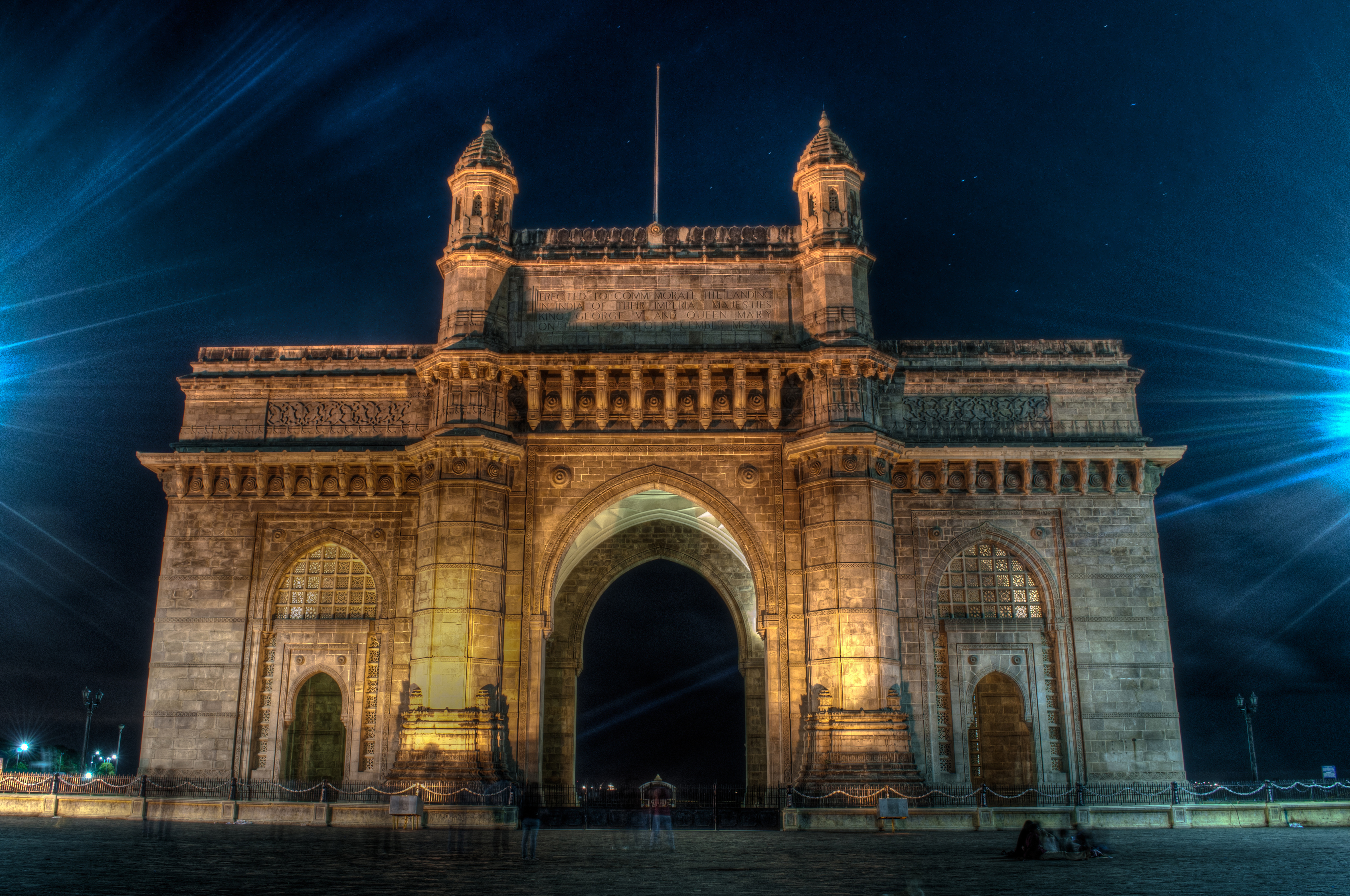
Gateway of India

Das Gateway of India ist ein monumentaler Triumphbogen am Ufer des Thane Creek, in der Stadt Mumbai, im Bundesstaat Maharashtra und heute eines der bekanntesten Wahrzeichen Indiens.

## Geschichte
Das Gebäude wurde in den Jahren 1911 bis 1924 im Stadtteil Colaba nach Plänen des Architekten George Wittet (1878–1926) erbaut, auf dessen Reißbrett auch zahlreiche andere Prachtbauten der Stadt entworfen wurden. Die Eröffnungszeremonie vollzog am 4. Dezember 1924 Rufus Isaacs, 1. Marquess of Reading (1860–1935), der damalige Vizekönig von Indien.
Der honigfarben verputzte Triumphbogen wurde zur Erinnerung an den Besuch von König Georg V. (1865–1936) und seiner Frau Maria von Teck (1867–1953) im Jahr 1911 errichtet. Das Königspaar befand sich auf dem Weg zum Delhi Durbar und betrat im damaligen Bombay erstmals indischen Boden (der erste Besuch eines regierenden britischen Monarchen in der Kronkolonie). Der Kai neben dem Bauwerk war ursprünglich als repräsentative Anlegestelle für die Passagierdampfer der Peninsular and Oriental Steam Navigation Company (P&O) - gedacht.
Die Ironie der Geschichte brachte es mit sich, dass die Briten diesen Ort wählten, um sich für immer aus Indien zu verabschieden: Am 28. Februar 1948 gingen hier die letzten noch auf indischem Boden verbliebenen Truppen – das 1st Battalion of the Somerset Light Infantry – an Bord der Empress of Australia.

## Architektur
Die drei Portale des im indo-sarazenischen Stil errichteten ca. 50 m breiten und 26 m hohen Bauwerks sind unterschiedlich breit und hoch. Der erhöhte mittlere Teil wird durch 4 kleine Ecktürmchen zusätzlich betont; sein Durchgang wird von einer Kuppel mit einem Durchmesser von ca. 14,50 m und einer Scheitelhöhe von ca. 25 m überspannt. Die beiden seitlichen Öffnungen sind durch Steingitter (jalis) verkleinert; die Kuppeln im Innern sind kleiner und niedriger. Optisch und ästhetisch bedeutsam für die Außenwirkung sind die horizontalen Gesimse mit ihren stützenden Konsolen.

## Gegenwart
Heute legen am Fuß der Steintreppe nur noch Fährboote an, die Passagiere durch die Meeresbucht des Thane Creek vorbei am Hafen zur Insel Elephanta übersetzen.
Der Platz rund um das Gateway ist bei Abendspaziergängern sehr beliebt. An einem Ende steht die Reiterstatue Shivajis, dem marathischen Kriegsherrn, der in der zweiten Hälfte des 17. Jahrhunderts dem Mogulherrscher Aurangzeb während seiner letzten Jahre Widerstand leistete. Die Statue wird im Volk verehrt und ist oft mit einer Ringelblumengirlande geschmückt. Von der rechtsextremen Partei Shiv Sena wurde Shivaji als „Sohn der Erde“ zum Nationalsymbol gekürt.